# Bijelo dugme
Bijelo dugme, Бијело дугме (serb-chorw. Biały guzik) – jugosłowiański zespół rockowy z Sarajewa. Działał w latach 1974–1989. Uznawany jest zgodnie, zarówno przez  krytyków muzycznych, jak i słuchaczy muzyki z republik byłej Jugosławii, za najbardziej znaczący (w sferze muzyki, wpływu na szeroko rozumianą kulturę, nie tylko muzyczną), ale i najbardziej popularny zespół muzyczny w historii muzyki krajów byłej Jugosławii.

## Historia

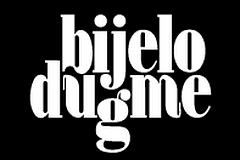
Logo zespołu

Zespół Bijelo dugme został założony przez Gorana Bregovicia, który uczęszczał do szkoły muzycznej w klasie skrzypiec, lecz został usunięty za „brak talentu”. Wkrótce po tym matka kupiła mu gitarę i od tego czasu rozpoczęła się historia zespołu. W wywiadach Goran Bregović często twierdził, że głównym powodem powstania zespołu był fakt, że muzykowi łatwiej było poderwać dziewczyny.
Liderem, autorem muzyki i tekstów Bijelo dugme był Goran Bregović z nielicznymi wyjątkami jak np.: „Ima neka tajna veza”, „Glavni junak jedne knjige”, „A milicija trenira strogoću”, „Šta bi dao da si na mom mjestu”, „Pristao sam biću sve što hoće” (Duško Trifunović), „Da sam pekar”, „Selma” (Vlado Dijak), „Loše vino” (Arsen Dedić).
Po skompletowaniu pierwszego składu zespołu, wtedy pod nazwą Jutro („poranek”), muzycy chcieli nagrywać dla sarajewskiej wytwórni płytowej Diskoton, lecz nie zyskali jej aprobaty. Inna wytwórnia – Jugoton zaproponowała im nagranie singla „Kad bi’ bio bijelo dugme” („Gdybym był białym guzikiem”). Po wydaniu singla menedżer zespołu przekonał Bregovicia do zmiany nazwy zespołu na Bijelo dugme.

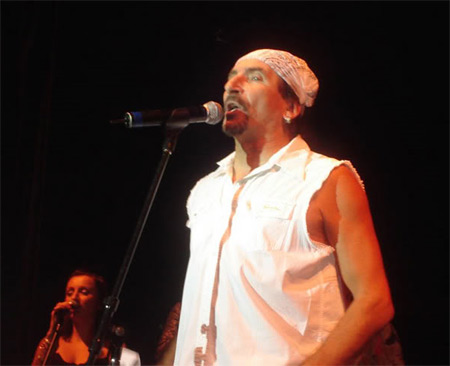
Željko Bebek (2009)

Z wokalistą Željko Bebekiem Bijelo dugme wkrótce stał się gwiazdą muzyki rockowej w całej Jugosławii. Doszło nawet do powstania zjawiska „dugmemanii”. Szczytowy okres ich kariery przypadał mniej więcej na 1979 rok – wydano wtedy album Bitanga i princeza. Album ten uznany został za najbardziej dojrzały w okresie współpracy z pierwszym wokalistą grupy – Željko Bebekiem.
Na przełomie lat 70. i 80., wraz z pojawieniem się licznych zespołów nowofalowych, gdy mogłoby się wydawać, że popularność Białego guzika zaczęła spadać, wydali w 1980 roku album Doživjeti Stotu („dożyć setki”).
W 1984 roku Željko Bebek opuścił zespół i rozpoczął karierę solową, a zastąpił go Mladen Vojičić „Tifa” i w tym samym roku został wydany następny album zespołu, zatytułowany po prostu Bijelo dugme (potocznie nazywany Kosovka djevojka (Kosowska dziewczyna) od tytułu obrazu Uroša Predicia na okładce płyty).
Ze względu na konflikty personalne Tifa został zastąpiony przez Alena Islamovicia, który poprzednio był wokalistą grupy heavymetalowej Divlje jagode. Z Islamoviciem grupa nagrała kolejne trzy inspirowane folkiem, ale jednak zdecydowanie rockowe płyty.
W 1989 roku, oficjalnie w związku z chorobą Alena Islamovicia, zespół uległ rozwiązaniu. Piosenki Bijelo dugme stały się standardami w krajach byłej Jugosławii, a ponieważ członkowie zespołu byli z Sarajewa (Bośnia) i należeli do prawie wszystkich grup narodowych Jugosławii (nagrali też piosenkę w języku albańskim: „Kosovska” na albumie Uspavanka za Radmilu M., 1983), było to łatwiejsze. Później, na fali „jugonostalgii” piosenki zespołu stały się symbolem szczęśliwych i spokojnych lat 70. i połowy lat 80. XX wieku.
Najpopularniejsze przeboje zespołu to: „Kad bi’ bio bijelo dugme”, „Blues za moju bivšu dragu”, „Selma”, „Tako ti je mala moja kad ljubi bosanac”, „Eto! Baš hoċu”, „Top”, „Ne spavaj mala moja muzika dok svira”, „Hop-cup”, „Lipe cvatu”, „Đurđevdan”, „Ima neka tajna veza”, „Loše vino”, „Kad zaboraviš juli”, „Hajdemo u planine”, „Bitanga i princeza”, „Napile se ulice”, „Pljuni i zapjevaj moja Jugoslavijo”, „Ružica si bila”, „Sanjao sam noćas da te nemam”, „Te noći kad umrem”, „Nakon svih ovih godina”.
Członkowie Bijelo dugme połączyli się ponownie w 2005 roku dla trasy trzech koncertów pożegnalnych, które odbyły się (nieprzypadkowo i symbolicznie) w Sarajewie, Zagrzebiu i Belgradzie. Wzięli w nich udział wszyscy trzej wokaliści grupy, ale zabrakło perkusisty Gorana „Ipe” Ivandicia, który zmarł tragicznie w 1994 roku.

### Bijelo dugme i Polska
W latach 70. grupa Bijelo dugme odwiedziła Polskę. Szczególny sukces w Polsce odniósł utwór „Hop-cup”, a „Selma” weszła na stałe do kanonu najlepszych ballad rockowych okresu. Dla wielu Polaków Bijelo dugme „przetarł szlaki” do poznawania muzyki z Jugosławii, tak rockowej jak i folkowej. Pierwsze płyty Bijelo dugme w Polsce wydane zostały dopiero na przełomie lat 80. i 90. (Sonic Records) – 2 CD z kompilacjami piosenek z „pierwszego” okresu działalności grupy, gdy wokalistą był Željko Bebek. Na składance „Jugoton w oryginale” znalazła się piosenka „Ha ha ha”. Później niektóre piosenki z repertuaru Bijelo dugme (ze zmienioną aranżacją, tytułami i tekstami) nagrali Kayah i Krzysztof Krawczyk.
W Polsce wydano kilka płyt (kompilacji) z piosenkami Bijelo dugme w oryginalnych wersjach:
- Bijelo dugme – Najlepsze piosenki z lat 1974 – 1983 – kompilacja (Sonic Records, SON 145, 1999),
- Bijelo dugme – Najlepsze piosenki z lat 1974 – 1983, część II – kompilacja (Sonic Records, SON 152, 1999),
- Rock Ballads III – kompilacja 15 rockowych ballad. Nr. 8 – „Selma” (Sonic Records, SON 144),
- Jugoton w oryginale – kompilacja 17 piosenek różnych grup z Jugosławii, nagranych dla wytwórni Jugoton. Nr. 17 – „Ha Ha Ha” (Sonic Records, Son 164).

## Znaczenie
Bijelo dugme zapoczątkował intensywny rozwój jugosłowiańskiego rocka i stał się sztandarowym przedstawicielem nurtu nazywanego sarajewskim popem. Zespół zainspirował wielu jugosłowiańskich artystów, reprezentujących różne style muzyczne i co ważne – różne republiki byłej Jugosławii. Piosenki, kompozycje własne jak i ich aranżacje standardów jugosłowiańskiej muzyki rozrywkowej i ludowej wykonywały m.in. zespoły: 4 asa („A i ti me iznevjeri”, „Nakon svih ovih godina”, „Napile se ulice”, „Ružica si bila”), Bajaga i instruktori („Ne spavaj mala moja”), Indexi („Ima neka tajna veza”), Leteći odred („Milicija trenira strogoću”, zamiast milicija Leteći odred śpiewają policija), Nervozni poštar („Ne spavaj mala moja”), Piloti („Ipak, poželim neko pismo”), Prljavi inspektor Blaža i Kljunovi („Ne spavaj mala moja muzika dok svira”), Regina („Izgledala je malo čudno”) i soliści: Aca Lukas („Ipak, poželim neko pismo”, „Kad umrem kada me ne bude”, „Lažes zlato lažes dušo”, „Nakon svih ovih godina”, „Ne spavaj mala moja”, „Za Esmu”), Alka Vuica („Šta ima novo”, „Ružica”), Ceca („Djurdjevdan”), Marijan Ban („Loše vino”), Severina („Ne spavaj mala moja”), Sokoli („Ne spavaj mala moja”) i wielu innych wykonawców. Także byli wokaliści Bijelo dugme: Željko Bebek, Mladen Vojičiċ „Tifa” i Alen Islamoviċ, którzy nagrywali je na swoich płytach solowych. Zespół jest wciąż popularny na wszystkich terenach dawnej Jugosławii i bardzo popularny wśród „jugosłowiańskiej diaspory” na całym świecie, a także zagranicą (np. w Polsce).
Zespół wciąż cieszy się ogromną popularnością, o czym świadczą m.in. ciągłe reedycje pojedynczych płyt i całych antologii („dzieła zebrane” – set-boxy) i wciąż nowe kompilacje (różne „ultimate collections” czy „40” – 40 plików mp3, wydanych 2 lata po 40. rocznicy powstania zespołu. Koncerty Bijelo dugme z 2005 roku przyciągnęły liczne rzesze fanów, tych z lat siedemdziesiątych, osiemdziesiątych, jak i późniejszych. Koncerty w Sarajewie (15 czerwca na stadionie Koševo) i Zagrzebiu (22 czerwca na stadionie Maksimir) zgromadziły ponad  60 tysięcy osób każdy, a koncert w Belgradzie (28 czerwca na belgradzkim Hipodromie) obejrzało ponad 200 tys. osób. Ukazał się również dwupłytowy album z nagraniem koncertów i film na 2 płytach DVD (Bijelo dugme Turneja 2005 Sarajevo Zagreb Beograd).
Na tym dwupłytowym filmie znalazły się łącznie 34 piosenki w wykonaniu dawnych członków zespołu. Na drugiej płycie po 10 piosenkach Bijelo dugme w wykonaniu byłych członków, umieszczono dodatek, bonus – „Bijelo dugme za kafanu” (Bijelo dugme dla karczmy/tawerny), nagrany w RTV Pink. Jest to 7 piosenek z repertuaru „Białego guzika”, które wykonali specjalnie zaproszeni goście – piosenkarze, śpiewający muzykę ludową, bez rockowego, elektrycznego brzmienia, z orkiestrą instrumentów dętych blaszanych i ludowym chórkiem. Wystąpili: 1. Džej („Napile se ulice”), 2. Verica Šerifović („Ako ima Boga”), 3. Usnija Redžepova („A i ti me iznevjeri”), 4. Dara Bubamara („Zamisli”), 5. Dragana Mirković („Na zadnjem sjedištu moga auta”), 6. Stoja („Meni se ne spava”) i 7. Petar Grašo („Ćiribiribela”). Piosenki te, w wykonaniu wielkich (u nas nieznanych) „kafanskich”, ludowych, „narodnych” – „narodnjackich” artystów, pokazują jak uniwersalne są piosenki Bijelo dugme. (Nie ma tych utworów w opisie płyty na discogs.com, jest tylko wzmianka: „Disk 2 contains a bonus video "Bijelo Dugme za kafanu”.)

## Członkowie zespołu

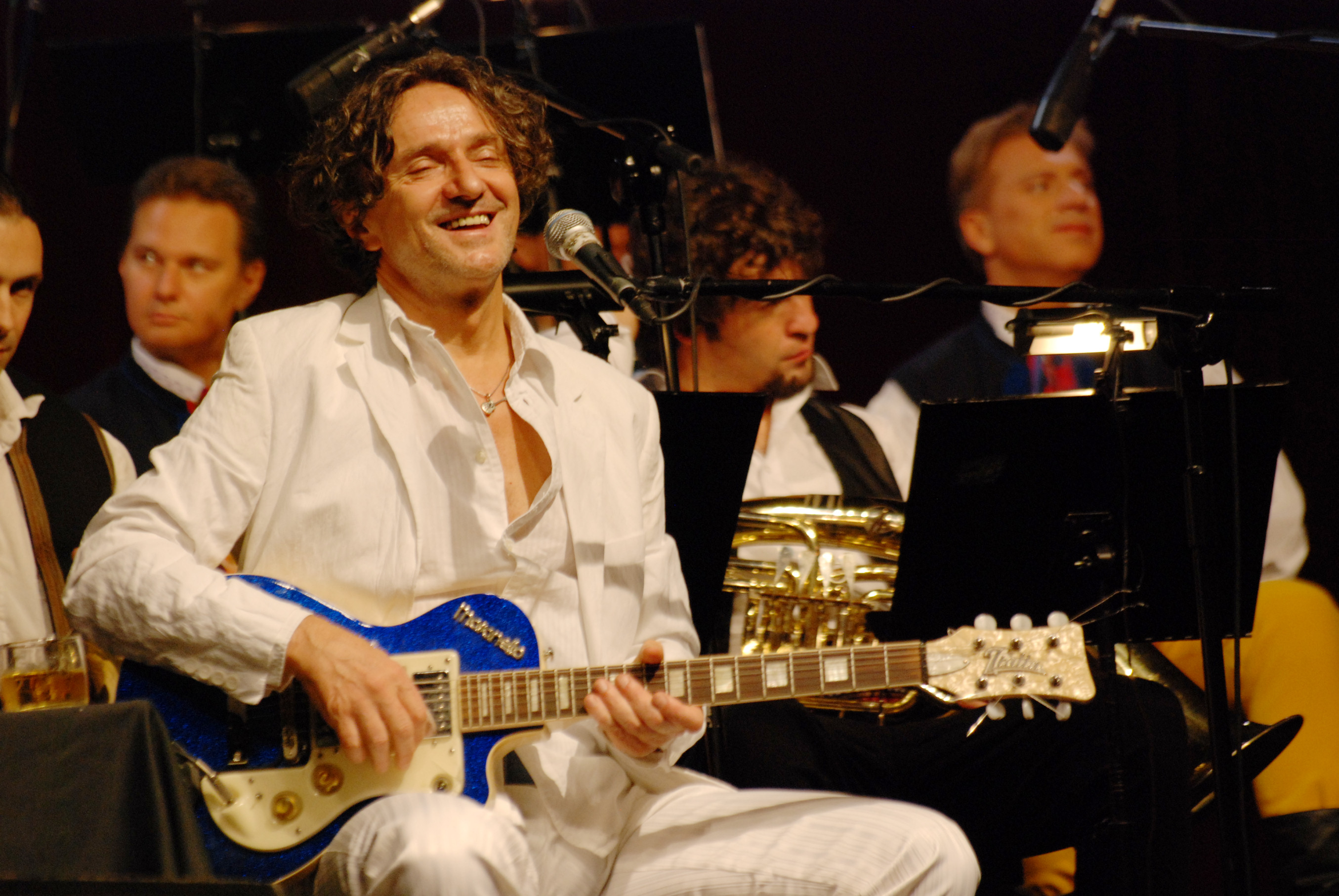
Goran Bregović z Zespołem Pieśni i Tańca „Śląsk”

- Goran Bregović – gitara (1974–1989)
- Željko Bebek – śpiew, gitara basowa (1974–1984)
- Mladen Vojičić „Tifa”(inne języki) – śpiew (1984–1985)
- Alen Islamović – śpiew (1985–1989)
- Zoran Redžić(inne języki) – gitara basowa (1974–1975, 1977–1989)
- Ljubiša Racić – gitara basowa (1975–1977)
- Sanin Karić – gitara basowa (1977)
- Vlado Pravdić(inne języki) – klawisze (1974–1976, 1978–1987)
- Laza Ristovski(inne języki) – klawisze (1976–1978, 1985–1989)
- Goran „Ipe” Ivandić(inne języki) – perkusja (1974–1976, 1977–1978, 1982–1989)
- Milić Vukašinović(inne języki) – perkusja (1976)
- Dragan „Điđi” Jankelić – perkusja (1978–1982)

Zespół wielokrotnie musiał wprowadzać nowych członków do sekcji rytmicznej, ze względu na odbywanie służby wojskowej przez stałych muzyków.

## Dyskografia

### Albumy studyjne
- 1974: Kad bi' bio bijelo dugme (Gdybym był białym guzikiem; Jugoton)
- 1975: Šta bi dao da si na mom mjestu (Co byś dał by znaleźć się na moim miejscu; Jugoton)
- 1976: Eto! Baš hoću! (Tak! Właśnie chcę!; Jugoton)
- 1979: Bitanga i princeza (Włóczęga i księżniczka; Jugoton)
- 1980: Doživjeti stotu (Dożyć setki; Jugoton)
- 1983: Uspavanka za Radmilu M. (Kołysanka dla Radmiły M.; Jugoton)
- 1984: Bijelo dugme (Diskoton/Kamarad; potoczna, nieoficjalna nazwa płyty: Kosovka djevojka)
- 1986: Pljuni i zapjevaj moja Jugoslavijo (Spluń i śpiewaj moja Jugosławio; Diskoton/Kamarad)
- 1988: Ćiribiribela (Diskoton/Kamarad)

### Albumy koncertowe
- 1977: Koncert kod Hajdučke česme (Koncert przy Zbójnickim źródle; Jugoton)
- 1981: 5. april ’81 (5 kwietnia 1981; Jugoton)
- 1987: Mramor, kamen i željezo (Marmur, kamień i żelazo; Diskoton/Kamarad)
- 2005: Turneja 2005 Sarajevo–Zagreb–Beograd (Tournée 2005 Sarajewo–Zagrzeb–Belgrad; Music Star Productions / Kamarad)